# Samuel Landau

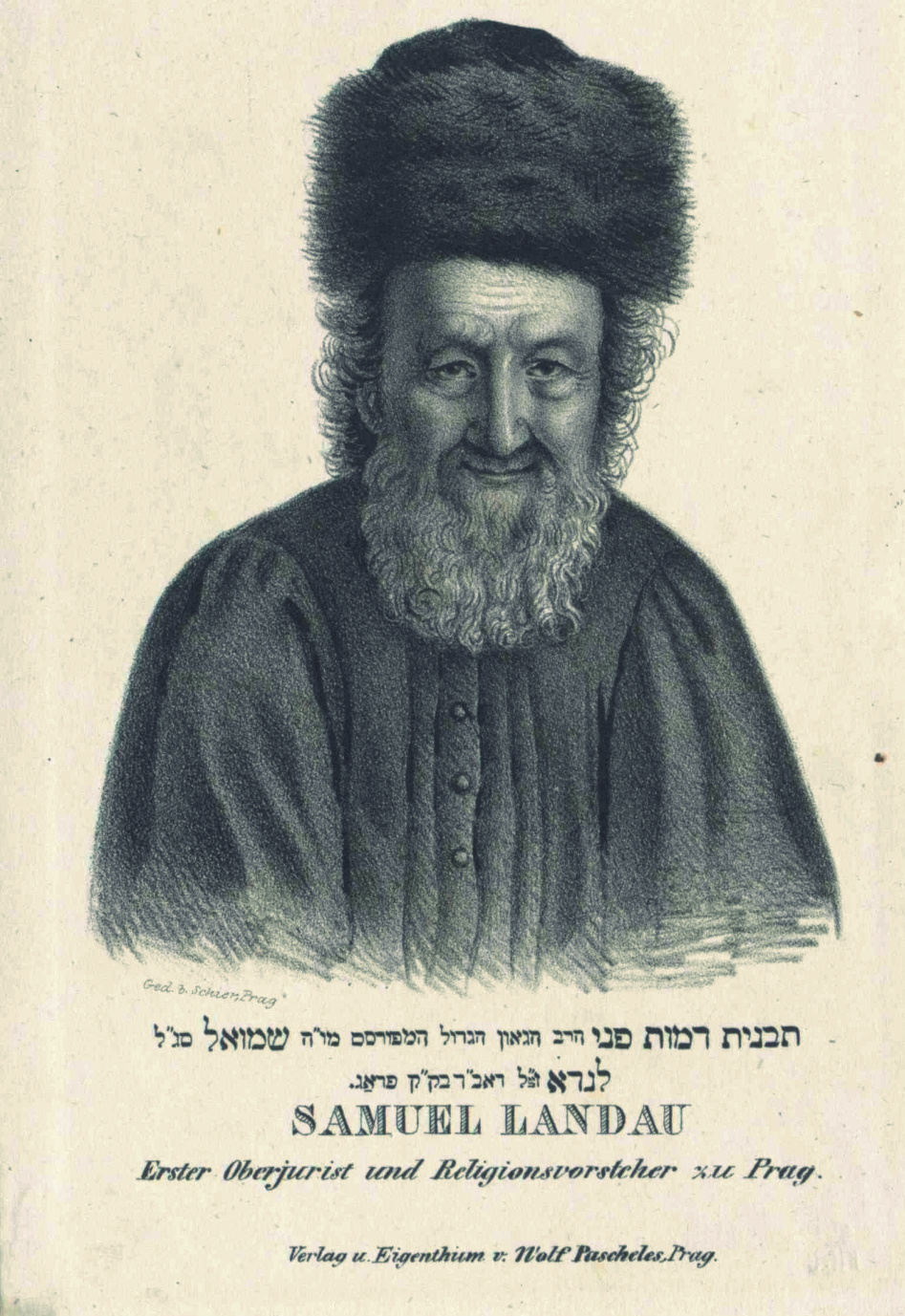
Rabín Šmu'el Landau

Rabín Šmu'el Segal Landau (též Šmu'el Ben Jechezkel Landau, hebrejsky שמואל סג"ל לנדא‎, 1750, Jampol – 31. října 1834, Praha) byl synem pražského rabína Ezechiela Landaua a jeho nástupcem ve funkci hlavy pražského rabínského soudu a hlavy tamní ješivy na přelomu 18. a 19. století. Byl halachickým soudcem a velkým znalcem Tóry.

## Životopis
Narodil se v Jampolu v dnešní Chmelnycké oblasti, jako druhý syn tamního rabína Ezechiela Segala Landaua.
Když bylo Samuelovi 5 let, rodina se přestěhovala do Prahy, kde byl jeho otec jmenován městským rabínem. Samuel studoval tóru se svým otcem.
Později se oženil s dcerou rabi Uriho Fajvela Heilperina, rabína v Kolíně a Lešně, dcerou metského rabína Šmu'ela Hillmana Heilperina. Po svatbě manželé žili v Praze.
Na sklonku svého života otec doporučil, aby Samuel zaujal jeho místo ve funkci městského rabína a roš ješiva. Nadále pokračoval v psaní svých respons a po smrti otce vydal druhou knihu Noda bi-Jehuda.
Po svém otci převzal pražský úřad předsedy soudu, kvůli vleklému konfliktu s rabínem Baruchem Jeittelesem však stále nebyl oficiálně jmenován nový rabín. Jeitteles sám usiloval o místo pražského rabína, Landau ho však nařkl z plagiátorství jeho kázání. Spor se týkal také jmenování dalších dvou městských soudců, Ja'akova Gincburga, autora „Zera Ja'akov“ a Michaela Bacharacha, autora „Arugat bosem“, kvůli podjatosti. Konflikt však byl ukončen a spolupráce ve vedení pražské židovské obce byla obnovena.
V roce 1800 se rozhořel konflikt s velkou frankistickou komunitou ve městě, ovlivněné sabatskou prorokyní Raizel Iger. Landau a Eleazar Flekeles se stavěli na odpor a na vrcholu nepokojů byli na nějaký čas dokonce uvězněni.
Rabín Šmu'el Ben Ezekiel Landau zemřel v Praze 31. října (28. tišri) 1834 a byl pohřben na židovském hřbitově v Praze-Žižkově.

## Spisy
- Několik svých respons přidal do otcova spisu Noda bi-Jehuda, kterou vydal po jeho smrti.
- Své odpovědi také zveřejnil ve responsu Šivat Cijon, ve které se zaměřuje na vysvětlení otcových odpovědí.
- Napsal glosy ke knize Ša'ar ha-melech, které byly otištěny v edici této knihy Jeruzalémského institutu.

## Rodina
- syn pražský rabín Josef Segal Landau (zemřel v roce 1854)
- syn Moše Segal Landau Mauman (zmíněný v Šu'at Noda be-Jehudah).
- dcera Jerat. Byla provdaná za pražského rabína Lipmana ben Ja'akova.
- syn Jisra'el Segal Landau
- Jeho syn Ezechiel.

## Spisy
- שו"ת שיבת ציון, סדילקוב תקצ"ד, באתר היברובוקס
- שו"ת שיבת ציון, ורשה תרע"ג, באתר היברובוקס
- דרוש הספד על פטירת אדונינו הקיסר האדיר הגדול החסיד הרחמן לעאפאלד השני ז"ל, הספד על פטירת לאופולד השני, קיסר האימפריה הרומית הקדושה, שנשא בק"ק פראג בבית הכנסת מייזל, פראג תקנ"ב, באתר אוצר החכמה
- דרשה שלו לחג הסוכות, בסוף הספר שני עפרים של ר' צבי הירש ברודא, פראג תקפ"ו, באתר היברובוקס
- שמואל בן יחזקאל לנדא (1750-1834), דף שער בספרייה הלאומית